# 第15回クリティクス・チョイス・アワード
第15回クリティクス・チョイス・アワードは、放送映画批評家協会によって2009年の映画に贈られる賞である。クリスティン・チェノウェスが司会を務めた。

## 受賞・ノミネート一覧
太字が受賞。

### 作品賞
- 『ハート・ロッカー』
- 『アバター』
- 『17歳の肖像』
- 『イングロリアス・バスターズ』
- 『インビクタス/負けざる者たち』
- 『NINE』
- 『プレシャス』
- 『シリアスマン』
- 『カールじいさんの空飛ぶ家』
- 『マイレージ、マイライフ』

### 監督賞
- キャスリン・ビグロー - 『ハート・ロッカー』
- ジェームズ・キャメロン - 『アバター』
- リー・ダニエルズ - 『プレシャス』
- クリント・イーストウッド - 『インビクタス/負けざる者たち』
- ジェイソン・ライトマン - 『マイレージ、マイライフ』
- クエンティン・タランティーノ - 『イングロリアス・バスターズ』

### 主演男優賞
- ジェフ・ブリッジス -  『クレイジー・ハート』
- ジョージ・クルーニー - 『マイレージ、マイライフ』
- コリン・ファース - 『シングルマン』
- モーガン・フリーマン - 『インビクタス/負けざる者たち』
- ヴィゴ・モーテンセン - 『ザ・ロード』
- ジェレミー・レナー - 『ハート・ロッカー』

### 主演女優賞
- サンドラ・ブロック -  『しあわせの隠れ場所』
- メリル・ストリープ -  『ジュリー&ジュリア』
- エミリー・ブラント - 『ヴィクトリア女王 世紀の愛』
- キャリー・マリガン - 『17歳の肖像』
- シアーシャ・ローナン - 『ラブリーボーン』
- ガボレイ・シディビー - 『プレシャス』

### 助演男優賞
- クリストフ・ヴァルツ - 『イングロリアス・バスターズ』
- マット・デイモン - 『インビクタス/負けざる者たち』
- ウディ・ハレルソン - 『メッセンジャー』
- クリスチャン・マッケイ - 『僕と彼女とオーソン・ウェルズ』
- アルフレッド・モリナ - 『17歳の肖像』
- スタンリー・トゥッチ - 『ラブリーボーン』

### 助演女優賞
- モニーク - 『プレシャス』
- ヴェラ・ファーミガ - 『マイレージ、マイライフ』
- マリオン・コティヤール - 『NINE』
- アナ・ケンドリック - 『マイレージ、マイライフ』
- ジュリアン・ムーア - 『シングルマン』
- サマンサ・モートン - 『メッセンジャー』

### 若手俳優賞
- シアーシャ・ローナン - 『ラブリーボーン』
- ジェイ・ヘッド - 『しあわせの隠れ場所』
- ベイリー・マディソン - 『マイ・ブラザー』
- マックス・レコーズ - 『かいじゅうたちのいるところ』
- コディ・スミット＝マクフィー - 『ザ・ロード』

### アンサンブル演技賞
- 『イングロリアス・バスターズ』
- 『NINE』
- 『プレシャス』
- 『スター・トレック』
- 『マイレージ、マイライフ』

### 脚色賞
- ジェイソン・ライトマン、シェルダン・ターナー - 『マイレージ、マイライフ』
- ウェス・アンダーソン、ノア・バームバック - 『ファンタスティック・Mr.FOX』
- ニール・ブロンカンプ、テリー・タッチェル - 『第9地区』
- ジェフリー・フレッチャー - 『プレシャス』
- トム・フォード、デヴィッド・スケアス - 『シングルマン』
- ニック・ホーンビィ - 『17歳の肖像』

### オリジナル脚本賞
- クエンティン・タランティーノ - 『イングロリアス・バスターズ』
- マーク・ボール - 『ハート・ロッカー』
- ジョエル・コーエン、イーサン・コーエン - 『シリアスマン』
- スコット・ノイスタッター、マイケル・H・ウェバー - 『(500)日のサマー』
- ボブ・ピーターソン、ピート・ドクター - 『カールじいさんの空飛ぶ家』

### コメディ映画賞
- 『ハングオーバー! 消えた花ムコと史上最悪の二日酔い』
- 『(500)日のサマー』
- 『恋するベーカリー』
- 『あなたは私の婿になる』
- 『ゾンビランド』

### アニメ映画賞
- 『カールじいさんの空飛ぶ家』
- 『くもりときどきミートボール』
- 『コララインとボタンの魔女 3D』
- 『ファンタスティック・Mr.FOX』
- 『プリンセスと魔法のキス』

### アクション映画賞
- 『アバター』
- 『第9地区』
- 『ハート・ロッカー』
- 『イングロリアス・バスターズ』
- 『スター・トレック』

### 外国語映画賞
- 『抱擁のかけら』 ( スペイン)
- 『ココ・アヴァン・シャネル』 ( フランス)
- 『レッドクリフ』 ( 中国)
- 『白いリボン』 ( ドイツ)
- 『闇の列車、光の旅』 ( メキシコ アメリカ合衆国)

### ドキュメンタリー映画賞
- 『ザ・コーヴ』
- 『アンヴィル! 夢を諦めきれない男たち』
- 『キャピタリズム〜マネーは踊る〜』
- 『フード・インク』
- 『マイケル・ジャクソン THIS IS IT』

### テレビ映画賞
- 『グレイ・ガーデンズ 追憶の館』
- 『奇跡の手』
- 『チャーチル 第二次大戦の嵐』
- Taking Chance

### 歌曲賞
- T＝ボーン・バーネット、ライアン・ビンガム "The Weary Kind" - 『クレイジー・ハート』
- カレン・O、ニック・ジナー "All Is Love" - 『かいじゅうたちのいるところ』
- ランディ・ニューマン "Almost There" - 『プリンセスと魔法のキス』
- モーリー・イェストン "Cinema Italiano" - 『NINE』
- ポール・マッカートニー "(I Want To) Come Home" - 『みんな元気』

### 音楽賞
- マイケル・ジアッチーノ - 『カールじいさんの空飛ぶ家』
- マーヴィン・ハムリッシュ - 『インフォーマント!』
- ランディ・ニューマン - 『プリンセスと魔法のキス』
- カーター・バーウェル、カレン・O - 『かいじゅうたちのいるところ』
- ハンス・ジマー - 『シャーロック・ホームズ』

### 撮影賞
- マウロ・フィオーレ - 『アバター』
- バリー・アクロイド - 『ハート・ロッカー』
- ディオン・ビーブ - 『NINE』
- アンドリュー・レスニー - 『ラブリーボーン』
- ロバート・リチャードソン - 『イングロリアス・バスターズ』

### 美術賞
- リック・カーター、ロバート・ストロンバーグ - 『アバター
- ダン・ビショップ - 『シングルマン』
- ジョン・マイヤー、ゴードン・シム - 『NINE』
- ナオミ・ショーハン、ジョージ・デ・ティッタ・Jr - 『ラブリーボーン』
- デヴィッド・ワスコ、サンディ・レイノルズ・ワスコ - 『イングロリアス・バスターズ』

### 編集賞
- スティーヴン・リフキン、ジョン・ルフーア、ジェームズ・キャメロン - 『アバター』
- デイナ・E・グローバーマン - 『マイレージ、マイライフ』
- サリー・メンケ - 『イングロリアス・バスターズ』
- ボブ・ムラウスキー、クリス・イニス - 『ハート・ロッカー』
- クレア・シンプソン、ワイアット・スミス - 『NINE』

### 衣装デザイン賞
- サンディ・パウエル - 『ヴィクトリア女王 世紀の愛』
- コリーン・アトウッド - 『NINE』
- ジャネット・パターソン - 『ブライト・スター いちばん美しい恋の詩』
- アンナ・B・シェパード - 『イングロリアス・バスターズ』
- ケイシー・ストーム - 『かいじゅうたちのいるところ』

### メイクアップ賞
- 『第9地区』
- 『アバター』
- 『NINE』
- 『ザ・ロード』
- 『スター・トレック』

### 視覚効果賞
- 『アバター』
- 『第9地区』
- 『ラブリーボーン』
- 『スター・トレック』
- 『2012』

### 音響賞
- 『アバター』
- 『第9地区』
- 『ハート・ロッカー』
- 『NINE』
- 『スター・トレック』